# Pan Song
Pan Song (en chino: 潘 松; Dandong, 3 de noviembre de 1975) es un deportista chino que compitió en judo.
Ganó de dos medallas de bronce en el Campeonato Mundial de Judo en los años 1997 y 1999, y una medalla de plata en el Campeonato Asiático de Judo de 1999. En los Juegos Asiáticos de 1998 consiguió una medalla de bronce.

## Palmarés internacional
| Campeonato Mundial  | Campeonato Mundial       | Campeonato Mundial | Campeonato Mundial |
| Año                 | Lugar                    | Medalla            | Categoría          |
| ------------------- | ------------------------ | ------------------ | ------------------ |
| 1997                | París (Francia)          | Medalla de bronce  | +95 kg             |
| 1999                | Birmingham (Reino Unido) | Medalla de bronce  | +100 kg            |
| Juegos Asiáticos    |                          |                    |                    |
| Año                 | Lugar                    | Medalla            | Categoría          |
| 1998                | Bangkok (Tailandia)      | Medalla de bronce  | +100 kg            |
| Campeonato Asiático |                          |                    |                    |
| Año                 | Lugar                    | Medalla            | Categoría          |
| 1999                | Wenzhou (China)          | Medalla de plata   | +100 kg            |